# Ноћ је ведра над Србијом
Ноћ је ведра над Србијом српска је песма из 1999. године.

## Информације
Музику и текст пише Горан Костић. Песма настаје у турбулентном периоду, када је објављивано много песама са патриотском тематиком, ни пре ни касније група није имала сличне теме. Испоставило се да је менаџер групе Милан Врбић трагао за родољубивом нумером. Људи су нагађали да алудира на НАТО бомбардовање СР Југославије, у музичком споту су Моделсице у провокативнијој верзији српске народне ношње, а камера се тресе те по многима то симболизује бомбе. Ивана Стаменковић Синди, чланица групе, изјавила је да је песма требало да изађе у току бомбардовања, али је ипак објављена касније. Текст изражава неизвесност, забринутост и изолацију, што и јесу карактеристике краја 20. века у Србији.
Песма је коришћења за потребе серије Породица која говори о дешавањима у време Слободана Милошевића. Постаје једна од најпопуларнијих из дискографије групе Моделс.